# Sant Julià del Llor i Bonmatí
Sant Julià del Llor i Bonmatí település Spanyolországban, Girona tartományban. Sant Julià del Llor i Bonmatí Amer, Sant Martí de Llémena, Sant Gregori, Bescanó, Anglès és La Cellera de Ter községekkel határos. Lakosainak száma 1373 fő (2024).

## Népesség
A település népessége az elmúlt években az alábbi módon változott:
| Lakosok száma | 868  | 965  | 1007 | 1194 | 1291 | 1264 | 1282 | 1275 | 1314 | 1373 |
|               | 1986 | 2002 | 2005 | 2007 | 2010 | 2013 | 2016 | 2018 | 2021 | 2024 |